# Санта Марија (Асти)
Санта Марија је насеље у Италији у округу Асти, региону Пијемонт.
Према процени из 2011. у насељу је живело 19 становника. Насеље се налази на надморској висини од 247 м.